# Liste der Mitglieder der Deutschen Akademie der Naturforscher Leopoldina/1850
Die Liste der Mitglieder der Deutschen Akademie der Naturforscher Leopoldina für 1850 enthält alle Personen, die im Jahr 1850 zum Mitglied ernannt wurden. Insgesamt gab es zehn neu gewählte Mitglieder.

## Mitglieder
| Nr.  | Name                            | Beiname              | Geboren       | Aufnahme | Gestorben     | Sektion    | Bild                    | Datenbank                         |
| ---- | ------------------------------- | -------------------- | ------------- | -------- | ------------- | ---------- | ----------------------- | --------------------------------- |
| 1605 | Karl Gustav Wilhelm Stenzel     | Reichel II.          | 21. Nov. 1826 | 1. Feb.  | 30. März 1905 | Botanik    |                         | Karl Gustav Wilhelm Stenzel       |
| 1606 | Pieter Bleeker                  | Reinwardt I.         | 11. Juli 1819 | 15. Okt. | 24. Jan. 1878 | Medizin    | Pieter Bleeker          | Peter Bleeker                     |
| 1607 | Franz Dittrich                  | Canstatt             | 16. Okt. 1815 | 15. Okt. | 29. Aug. 1859 | Medizin    |                         | Franz von Dittrich                |
| 1608 | Eugen von Gorup-Besánez         | Young                | 15. Jan. 1817 | 15. Okt. | 24. Jan. 1878 | Chemie     | Eugen von Gorup-Besánez | Eugen von Gorup-Besánez           |
| 1609 | Joseph von Gerlach              | Fleischmann          | 3. Apr. 1820  | 15. Okt. | 17. Dez. 1896 | Anatomie   | Joseph von Gerlach      | Joseph von Gerlach                |
| 1610 | Joseph Henry                    | Smithson             | 17. Dez. 1797 | 15. Okt. | 13. Mai 1878  | Mathematik | Joseph Henry            | Joseph Henry                      |
| 1611 | Louis Augustin d’Hombres-Firmas | Boissier de Sauvages | 1785          | 15. Okt. | 5. März 1857  |            |                         | Louis Augustin d’Hombres-Firmas   |
| 1612 | Ferdinand Neigebaur             | Marco Polo II.       | 24. Juni 1783 | 15. Okt. | 12. März 1866 |            |                         | Johann Daniel Ferdinand Neigebaur |
| 1613 | August Joseph de Reume          | Böhmer II.           | 1. März 1803  | 15. Okt. | 5. Juli 1865  |            |                         | August Joseph de Reume            |
| 1614 | Julius Milde                    | Vaucher II.          | 2. Nov. 1824  | 24. Dez. | 3. Juli 1871  | Botanik    | Julius Milde            | Julius Milde                      |

## Hinweis zu den Lebensdaten
In der Liste sind zunächst die Lebensdaten gemäß Archiv der Leopoldina aufgenommen. Diese beziehen sich auf die Angaben gem. Neigebaur (1860) und Ule (1889). Die Lebensdaten im Namensartikel können daher von den Lebensdaten in der Liste abweichen.